# 에비스★마스캇츠
에비스★마스캇츠(일본어: 恵比寿★マスカッツ)는 일본의 걸 그룹이다.

## 개요
- 2008년 4월부터 2013년 4월까지 활동한 에비스 마스캇츠의 제2세대에 해당된 그룹이다.
- 2015년 7월의 시작시는 「제2기 에비스 마스캇츠」로 불리고 정식 명칭 「에비스★마스캇츠」는 2015년 8월에 발표됐다. 부과된 「★」에 대해서, 「제1세대의 생각을 계승하는 명칭은 그대로 또 다른 빛을 찾아 가운데 『★』을 넣었다」것으로 알려졌다.
- 2017년 10월 5일, 관 레귤러 방송 「에비스 마스캇츠 요코쵸!」 첫 회에서 신멤버로 초대 에비스 마스캇츠의 멤버로 미히로의 가입에 따른 에비스★마스캇츠의 해산. 제1.5세대 그룹명을 「에비스 마스캇츠 1.5(일본어: 恵比寿マスカッツ1.5)」로서 다시 시작을 발표.

## 구성원

### 해산시 구성원
해산시 멤버 전원 「에비스 마스캇츠 1.5」에 참가했다.
| 이름            | 원어 표기    | 생년월일         | 의상 컬러 | 활동 종료시 소속사     | 가입기 | 가입일           | 활동 종료일     | 비고                                        |
| --------------- | ------------ | ---------------- | --------- | ---------------------- | ------ | ---------------- | --------------- | ------------------------------------------- |
| 아오이 츠카사   | 葵つかさ     | 1990년 8월 14일  | ■ 남      | 모델 프로덕션 에이트맨 | 1기    | 2015년 9월 26일  | 2017년 10월 5일 |                                             |
| 아스카 키라라   | 明日花キララ | 1988년 10월 2일  | ■ 빨강    | 디아즈 프란나즈        | 1기    | 2015년 9월 26일  | 2017년 10월 5일 | 에비스★마스캇츠 4대 리더                    |
| 이시오카 마이   | 石岡真衣     | 1990년 8월 7일   | ■ 분홍    | 샤이닝 윌              | 1기    | 2015년 9월 26일  | 2017년 10월 5일 |                                             |
| 스브            | スーブー     | 1990년 3월 20일  | ■ 빨강    | 라이노 프로덕션        | 1기    | 2015년 9월 26일  | 2017년 10월 5일 | 「오노 미쿠(小野美公)」 표기의 경우가 있다. |
| 카미사키 시오리 | 神咲詩織     | 1990년 8월 25일  | ■ 빨강    | 티파워즈               | 1기    | 2015년 9월 26일  | 2017년 10월 5일 |                                             |
| 카와카미 나나미 | 川上奈々美   | 1992년 10월 14일 | ■ 남      | 마임즈                 | 1기    | 2015년 9월 26일  | 2017년 10월 5일 | 부캡 (2015년 12월 21일 ~ 2017년 7월 11일)   |
| 칸자키 사에     | 神崎紗衣     | 1992년 6월 17일  | ■ 빨강    | 우이즈 밀크            | 1기    | 2015년 9월 26일  | 2017년 10월 5일 |                                             |
| 코가와 이오리   | 古川いおり   | 1992년 9월 25일  | ■ 빨강    | 티파워즈               | 1기    | 2015년 9월 26일  | 2017년 10월 5일 |                                             |
| 코지마 미나미   | 小島みなみ   | 1992년 12월 14일 | ■ 분홍    | 마임즈                 | 1기    | 2015년 9월 26일  | 2017년 10월 5일 |                                             |
| 시라이시 마리나 | 白石茉莉奈   | 1986년 8월 10일  | ■ 하늘    | 밤비 프로모션          | 1기    | 2015년 9월 26일  | 2017년 10월 5일 | 그룹 최연장자                               |
| 타츠미 시나     | 辰巳シーナ   | 1993년 3월 14일  | ■ 노랑    | 아빌라                 | 1기    | 2015년 9월 26일  | 2017년 10월 5일 |                                             |
| 타모리 미사키   | 田森美咲     | 1992년 6월 25일  | ■ 노랑    | 아뮤즈                 | 1기    | 2015년 9월 26일  | 2017년 10월 5일 |                                             |
| 티아            | ティア       | 1991년 9월 23일  | ■ 노랑    | 마임즈                 | 1기    | 2015년 9월 26일  | 2017년 10월 5일 |                                             |
| 나츠메 하나미   | 夏目花実     | 1994년 4월 16일  | ■ 노랑    | 우이즈 밀크            | 1기    | 2015년 9월 26일  | 2017년 10월 5일 |                                             |
| 후지와라 아키노 | 藤原亜紀乃   | 1991년 10월 23일 | ■ 분홍    | 아빌라                 | 1기    | 2015년 9월 26일  | 2017년 10월 5일 |                                             |
| 마츠오카 린     | 松岡凛       | 1996년 12월 14일 | ■ 남      | 피트원                 | 1기    | 2015년 9월 26일  | 2017년 10월 5일 |                                             |
| 미타 우이       | 三田羽衣     | 1990년 10월 12일 | ■ 남      | (무소속)               | 1기    | 2015년 9월 26일  | 2017년 10월 5일 |                                             |
| 미나토 리쿠     | 湊莉久       | 1993년 8월 1일   | ■ 하늘    | 티파워즈               | 1기    | 2015년 9월 26일  | 2017년 10월 5일 |                                             |
| 모모노기 카나   | 桃乃木かな   | 1996년 12월 24일 | ■ 분홍    | 라이브 프로모션        | 1기    | 2015년 9월 26일  | 2017년 10월 5일 | 그룹 최연소                                 |
| 유메 카나       | 由愛可奈     | 1993년 2월 12일  | ■ 노랑    | 스타월드 에이전시      | 1기    | 2015년 9월 26일  | 2017년 10월 5일 |                                             |
| 요시자와 유키   | 吉澤友貴     | 1992년 5월 6일   | ■ 남      | 포데이브오 매니지먼트  | 1기    | 2015년 9월 26일  | 2017년 10월 5일 |                                             |
| 이치카와 마사미 | 市川まさみ   | 1991년 7월 10일  | ■ 빨강    | 티파워즈               | 2기    | 2016년 4월 13일  | 2017년 10월 5일 |                                             |
| 미카미 유아     | 三上悠亜     | 1993년 8월 16일  | ■ 하늘    | 원즈 더블              | 2기    | 2016년 4월 13일  | 2017년 10월 5일 | 걸 그룹 허니팝콘 리더                       |
| 우사 미하루     | 羽咲みはる   | 1992년 3월 3일   | ■ 노랑    | 티파워즈               | 3기    | 2016년 12월 1일  | 2017년 10월 5일 |                                             |
| 쿠로사와 미레이 | 黒沢美怜     | 1989년 3월 23일  | ■ 노랑    | 아시아 프로모션        | 3기    | 2016년 12월 28일 | 2017년 10월 5일 |                                             |

### 해산 전 구성원
| 이름          | 원어 표기  | 생년월일         | 의상 컬러 | 탈퇴시 소속사     | 가입기 | 가입일          | 졸업 · 탈퇴일    | 비고                                         |
| ------------- | ---------- | ---------------- | --------- | ----------------- | ------ | --------------- | ---------------- | -------------------------------------------- |
| 오키타 안리   | 沖田杏梨   | 1986년 10월 28일 | ■ 빨강    | 앳 하니즈         | 1기    | 2015년 9월 26일 | 2016년 2월 4일   |                                              |
| 아야미 슌카   | あやみ旬果 | 1993년 8월 15일  | ■ 빨강    | 마크스 재팬       | 1기    | 2015년 9월 26일 | 2016년 3월 17일  |                                              |
| 우에하라 아이 | 上原亜衣   | 1992년 11월 12일 | ■ 하늘    | 마임즈            | 1기    | 2015년 9월 26일 | 2016년 4월 27일  |                                              |
| 호시노 나미   | 星野ナミ   | 1992년 7월 3일   | ■ 노랑    | 선 프로           | 1기    | 2015년 9월 26일 | 2016년 9월 1일   |                                              |
| 우스이 아이카 | 臼井愛佳   | 1990년 11월 26일 | ■ 하늘    | 빅토리 로드       | 1기    | 2015년 9월 26일 | 2016년 9월 20일  | 우스이 리카의 언니                           |
| 우스이 리카   | 臼井理佳   | 1993년 5월 5일   | ■ 분홍    | 에스라인          | 1기    | 2015년 9월 26일 | 2016년 10월 21일 | 우스이 아이카의 동생                         |
| 나가세 아야   | 永瀬あや   | 1989년 6월 11일  | ■ 노랑    | 원에이트 프로모션 | 1기    | 2015년 9월 26일 | 2016년 11월 3일  | 2016년 3월 17일 출산 휴가를 발표             |
| 아마츠카 모에 | 天使もえ   | 1994년 7월 10일  | ■ 분홍    | 밤비 프로모션     | 1기    | 2015년 9월 26일 | 2017년 2월 2일   |                                              |
| 아야노 나나   | 彩乃なな   | 1995년 12월 3일  | ■ 하늘    | 란타나            | 1기    | 2015년 9월 26일 | 2017년 2월 10일  |                                              |
| 리레이        | 利麗       | 1989년 7월 8일   | ■ 남      | 아뎃소            | 1기    | 2015년 9월 26일 | 2017년 3월 2일   | 방송 출연 종료일 현 濱野りれ                 |
| 사쿠라 유라   | さくらゆら | 1995년 3월 21일  | ■ 분홍    | 프라임 에이전시   | 1기    | 2015년 9월 26일 | 2017년 3월 31일  | 2016년 3월 2일 활동 휴지 2017년 2월 2일 재개 |
| 츠치모토 안   | 辻本杏     | 1993년 12월 23일 | ■ 하늘    | 프로덕션 C-more   | 1기    | 2015년 9월 26일 | 2017년 6월 28일  |                                              |
| 하세가와 루이 | 長谷川るい | 1993년 11월 5일  | ■ 하늘    | 티파워즈          | 3기    | 2016년 12월 1일 | 2017년 6월 28일  |                                              |

## 음반 목록

### 싱글 앨범
|     | 발매일           | 발매명               | 규격 번호                                                             | 최고순위 |
| --- | ---------------- | -------------------- | --------------------------------------------------------------------- | -------- |
| 1st | 2015년 11월 25일 | TOKYO 섹시 나이트    | PCCA-04301 (초회한정판A) PCCA-04302 (초회한정판B) PCCA-70463 (통상판) | 29위     |
| 2nd | 2016년 5월 25일  | Sexy Beach Honeymoon | PCCA-04382 (초회한정판A) PCCA-04383 (초회한정판B) PCCA-70472 (통상판) | 19위     |

파생 유닛
| 파생 유닛명                                                                 | 발매일         | 발매명   | 규격 번호  | 최고순위 | 비고                   |
| --------------------------------------------------------------------------- | -------------- | -------- | ---------- | -------- | ---------------------- |
| CHAMPAGNE KING＜明日花キララ with ゲッスーブー＞ （明日花・吉澤・スーブー） | 2017년 9월 6일 | ASKA마네 | PCCA-90047 | 127위    | 8월 18일부터 선행 착신 |

### 정규 앨범
|     | 발매일          | 발매명   | 규격 번호                                          | 최고순위 |
| --- | --------------- | -------- | -------------------------------------------------- | -------- |
| 1st | 2017년 4월 26일 | 희노애락 | PCCA-04524 (A판) PCCA-04525 (B판) PCCA-04526 (C판) | 78위     |

## 같이 보기
- 그라비아 아이돌
- 성인 비디오 여배우
- 에비스 마스캇츠 - 제1세대 에비스 마스캇츠
- 에비스 마스캇츠 1.5 - 제1.5세대 에비스 마스캇츠
- 번뇌걸즈